# Myszka Miki

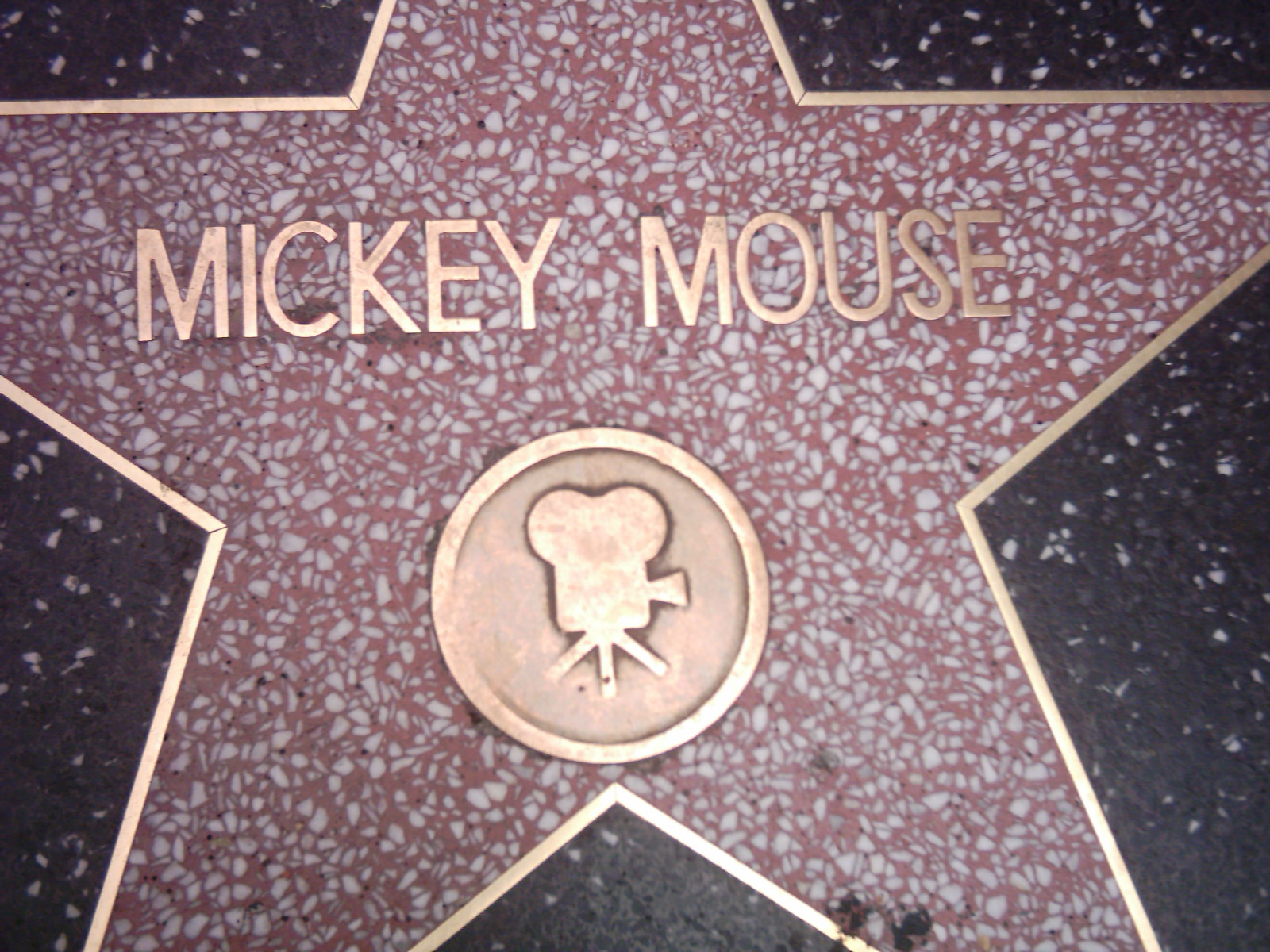
Pierwotna (czarno-biała) Myszka Miki w filmie Walk Star

Myszka Miki (ang. Mickey Mouse) – fikcyjna postać z filmów animowanych The Walt Disney Company, stworzona przez Walta Disneya i Uba Iwerksa. Znak firmowy i maskotka The Walt Disney Company.
Miki jest uczuciowo związany z Myszką Minnie. W większości przygód Mikiemu towarzyszy jego pies, Pluto. Najlepszymi przyjaciółmi Mikiego są: Kaczor Donald (w komiksach rzadko się spotykają), pies Goofy i koń Horacy.

## Historia
Walt Disney w 1927 stworzył animowaną serię o Króliku Oswaldzie, za której dystrybucję odpowiadały Universal Pictures. Utrata praw do tej postaci (na rzecz dystrybutora) sprowokowała Disneya do stworzenia nowego bohatera animowanego. Postać Mikiego wymyślił Disney, a narysował go Ub Iwerks. Myszka początkowo miała nosić imię Mortimer, jednak żona Disneya, Lillian, zasugerowała mężowi imię Mickey (Miki), ponieważ poprzednie brzmiało – jej zdaniem – okropnie  i „zbyt dziewczęco”.
Pierwszy raz postać Myszki Miki pojawiła się w filmie Szalony lot z 15 maja 1928. 18 listopada 1928 w kinie Colony w Nowym Jorku miał premierę pierwszy animowany film dźwiękowy z Mikim — Parowiec Willie . Głosu Mikiemu w kolejnych filmach przez pierwsze siedem lat udzielał sam Walt Disney, który uznawał postać za swoje alter-ego.
W 1932 Disney otrzymał honorowego Oscara za stworzenie postaci Myszki Miki. W tym okresie wizerunek Mikiego umieszczany był m.in. na zabawkach i ubraniach, a na rynku zaczęły ukazywać się komiksy i książki o przygodach Mikiego. Od 1932 zaczęły formować się fankluby Myszki Miki.
W 1933 Walt Disney odświeżył postać Myszki Miki, nadając jej nowych kształtów oraz zmieniając jej osobowość na bardziej dziecięcą. W 1935 Miki zyskał kolory dzięki Technicolorowi.
W 1940 postać Myszki Miki pojawiła się w nagrodzonym Oscarem pełnometrażowym filmie Fantazja.
W latach 1939–1945 podczas II wojny światowej Walt Disney Productions w Hollywood spełniało prośby alianckich armii walczących przeciwko Państwom Osi i wykonywało oryginalne i sygnowane przez siebie rysunki do użycia przez wojsko podczas walki. Walt Disney Productions w Hollywood wysłało jeden z oryginalnych rysunków z Myszką Miki na tle polskiego godła specjalnie dla Polskich Sił Zbrojnych na Zachodzie, które wsławiły się później zdobyciem Wilhelmshaven. W Polsce, filmy z cyklu Mickey Mouse zadebiutowały przed II wojną światową i były pokazywane w kinach przez National Film Corporation, dystrybutora United Artists na II Rzeczpospolitą. W latach 1938-1939 wydawano komiks Gazetka Miki.
W 2018 Frank Angones zaproponował w Kaczych opowieściach (2017) dwie historie z udziałem/wspominające Myszkę Miki. Jednak zarząd Disney Channel zabronił użycia Mikiego w Kaczych opowieściach.
1 stycznia 2024 postać Myszki Miki razem z trzema pierwszymi krótkometrażówkami trafiły do domeny publicznej w Stanach Zjednoczonych, lecz Disney dalej posiada wyłączność na późniejsze wersje Mikiego.

## Nazwa postaci
Inaczej niż w polszczyźnie, w języku angielskim nie występuje kategoria rodzaju gramatycznego. Żeński rodzaj rzeczownika myszka w języku polskim może sugerować widzom, że Myszka Miki to dziewczynka, w rzeczywistości jest to chłopiec. Wyraz Mickey to zdrobnienie od imienia Michael – polskie Michał . 

## Analizy
Douglas Brode zwraca uwagę, że Myszka Miki odzwierciedla żydowskiego imigranta, powołując się na badania i obserwacje innych uczonych i ludzi z epoki, obecność długiego nosa charakteryzujące stereotypowy wygląd Żyda, a także fakt że w pierwszych występach Miki był ulicznym handlarzem, co było profesją imigrantów próbujących znaleźć swe miejsce w społeczeństwie. Do tego jest "kimś w rodzaju małego Dawida, zawsze wygrywającego z każdym Goliatem". W opinii Brode’a Adolf Hitler miał nienawidzić koncepcji postaci uznanej za najbardziej zdegenerowaną część amerykańskiej prożydowskiej propagandy, zrównywał Żydów ze szkodnikami i miał za złe Disneyowi przekucie tego w pozytywny obraz.